# Штефанов (район Сеница)
Штефанов — деревня и сельский округ в Сеницком районе Словакии.
По переписи населения на момент 2021 года население Штефанова составляло 1638 человек.
Первое упоминание деревни относится к военному походу 1092 года. Король Ласло I похвально отзывался о доблести воинов из этой деревни — крестьян, которые были крещены Кириллом и Мефодием. Название деревни несколько раз менялось. Это были: Хепан, Хепаноус, Степано, Степанов. В XIII и XIV веках Штефанов хорошо развивался, но в 1241 году подвергся нападению монголо-татарской орды. После разрушения монголо-татарами деревня начала потихоньку восстанавливаться.
В XVI веке здесь начали выращивать виноградную лозу, в XVII веке — начали разведение медоносных пчёл. В 1585 году в деревне был сильный пожар. В последующее время развитию деревенского хозяйства сильно мешали турецкие набеги. После 1848 года основную хозяйственную деятельность местной общины составляло земледелие. Со второй половины XVIII века здесь также разводили овец.

## Население
| Год:                | 1994 | 2004    | 2014    | 2024    |
| ------------------- | ---- | ------- | ------- | ------- |
| Количество человек: | 1638 | 1621    | 1680    | 1595    |
| Разница:            |      | −1,03 % | +3,63 % | −5,05 % |